# Hektor
Hektor eller Hector er kronprins af Troja i græsk mytologi, søn af kong Priamos og Hekabe, og bror til prins Paris. Han er gift med Andromache og har sønnen Astyanax med hende.

Hektor er en formidabel kriger og dræber mange grækere i den trojanske krig, heriblandt Achilleus' bedste ven, Patroklos. Han bliver af denne grund selv dræbt af Achilleus.
Hektor er meget værdsat af (de fleste af) guderne og beskrives i Iliaden af Homer altid med et flot adjektiv. F.eks. omtales han som den hjelmomstrålede, den herlige, eller den strålende. Dog følger en anderledes beskrivelse af Hektor, da han pga. drabet på Patroklos skal kæmpe mod Achilleus. Vel vidende at Achilleus er den bedste af alle krigere, forsøger han flere gange at stikke af fra ham i stedet for at kæmpe. Han bliver dog til sidst narret af Athene, ved at hun lader sig forestille en af Trojas afdøde helte Euforbos, og får Hektor til at kæmpe mod Achilleus og dø i kamp.
Efter Hektors død fæstner Achilleus Hektors bælte til sin vogn og lader sin faldne fjendes lig slæbe gennem støvet hele vejen til sin lejr. I tolv dage mishandler Achilleus Hektors lig, men det bliver bevaret fra alle skader ved Apollons og Afrodites hjælp. Efter de tolv dage kan guderne ikke længere tåle at se det og sender to budbringere: Iris og Thetis, Achilleus' mor, der overtaler Achilleus til at lade kong Priamos komme og få liget af sin søn for løsepenge.
Achilleus får medlidenhed med Priamos og sender ham Hektors lig og lover tolv dages våbenhvile for at give trojanerne tid til at udføre begravelsesritualerne for Hektor.